# Korňa
Korňa este o comună slovacă, aflată în districtul Čadca din regiunea Žilina. Localitatea se află la altitudinea de 565 m deasupra n.m., se întinde pe o suprafață de 25,33 km2 și în 2017 număra 2.014 locuitori.

## Demografie
| An:                | 1994 | 2004   | 2014   | 2024   |
| ------------------ | ---- | ------ | ------ | ------ |
| Număr de persoane: | 2338 | 2237   | 2077   | 2020   |
| Diferență:         |      | −4,31% | −7,15% | −2,74% |

| An:                | 2023 | 2024   |
| ------------------ | ---- | ------ |
| Număr de persoane: | 2025 | 2020   |
| Diferență:         |      | −0,24% |